# Pierre de Saint-Priest d'Épinac
Pierre de Saint-Priest, né le 10 mai 1540 à Apinac (ou à Epinac ?), mort le 10 janvier 1599 à Lyon. Il est archevêque de Lyon, diplomate et chef du parti ligueur.

## Biographie
Pierre est le troisième fils et quatrième enfant de Pierre de Saint-Priest († 1556), seigneur d'Epinac et lieutenant général du Roi pour la Bourgogne, et de Guicharde d'Albon, fille de Guillaume III et sœur d'Antoine d'Albon, archevêque de Lyon. 
Nommé chanoine-comte de Lyon, à 10 ans, en 1552, à la suite de la résignation en sa faveur de Martial de Saconin-Pravieux. Il fait des études à Toulouse où il est reçu "docteur en l'un et l'autre droit" (c'est-à-dire en droit civil et en droit canon). Il est chamarier en 1559 et doyen du chapitre de la primatiale Saint-Jean de Lyon en 1569 ; à plusieurs reprises il est désigné par ses confrères pour les représenter. Il est aussi abbé de l'Île Barbe, abbé d'Ainay et prieur de Saint-Rambert.
En 1573, Antoine d'Albon résigne la dignité épiscopale en sa faveur, et sur les instances du pape Grégoire XIII, le roi accepte ce choix. Pierre d'Espinac prend possession de son siège le 2 octobre 1574. Il est le premier titulaire noble de cet évêché à avoir fait figurer une couronne sur ses armes ecclésiastiques.
Homme de talent, zélé dans l'exercice de sa charge, on le voit prêcher dans sa cathédrale, administrer les sacrements et participer aux processions. En 1577, il publie de nouveaux statuts synodaux en y incluant les prescriptions du Concile de Trente. Il s'efforce de remettre un peu de tenue dans ses abbayes où la règle et l'office divin étaient quelque peu délaissés.
Il ne reste pas longtemps dans son diocèse : député aux États de Blois en 1577, il préside, en tant que Primat des Gaules, l'assemblée du clergé tenue à Melun en 1579. Il est aussi envoyé en ambassade en Angleterre par le roi Henri III, avant son retour définitif en 1590. 
Ligueur, il s'attire les remarques cinglantes du duc d'Épernon qui l'accuse "d'avoir un mauvais commerce avec sa propre sœur, [de faire] un trafic honteux de tout ce qu'il y avoir de plus sacré, & qui non content de s'être ruiné par ses débauches, avoit encore mangé le bien de fa famille" comme le rapporte Jacques-Auguste de Thou. L'avènement du roi Henri IV coïncide avec la fin de son temps d'ambassade.

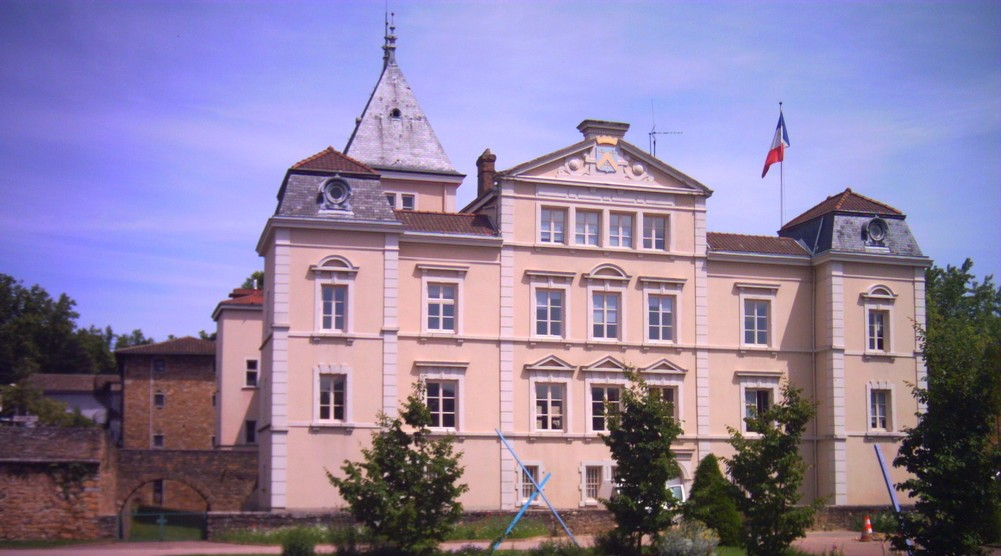
Le château d'Ombreval, aujourd'hui mairie de Neuville-sur-Saône

Pendant les neuf années qui lui restent, il réside souvent dans le château d'Ombreval à Vimy. Ce château avait été construit en 1458 par Monsieur d'Ombreval ; il fut ensuite en la possession de la famille Buatier, jusqu'à ce qu'il fut acquis par Mgr d'Espinac en communauté avec sa sœur Madame de Gresolles en 1586. Cette acquisition fut réalisée pour la somme de 7 500 écus versés à Symphorien Buatier seigneur de Montjoli. À la mort de Mgr d'Espinac, sa sœur fut contrainte de vendre le château pour payer les dettes de son frère. Il fut acquis par Jean Livet, secrétaire de l'archevêque de Lyon, qui s'était enrichi aux dépens de son maître.
Pierre d'Épinac meurt dans son palais épiscopal lyonnais le 10 janvier 1599 vers onze heures du soir. L'archevêque est inhumé le 13 janvier dans la chapelle Sainte-Madeleine de la Primatiale Saint-Jean de Lyon.

## Œuvres

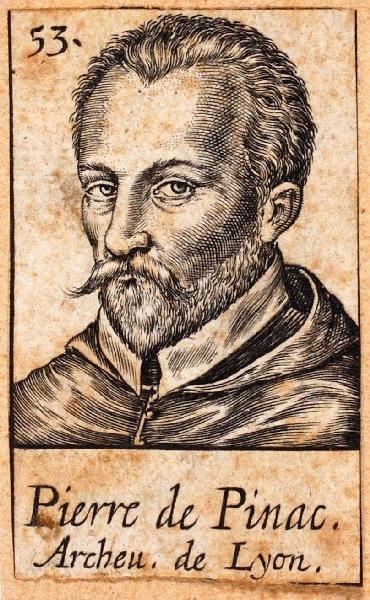
Pierre d'Épinac, archevêque de Lyon.
Estampe du graveur Léonard Gaultier, Pourtraictz de plusieurs hommes illustres qui ont flory en France depuis l'an 1500 jusques à présent.

- Harangue prononcé devant le roy, séant en ses Estats Généraux à Bloys, par Révérend père en Dieu, Messire Pierre d'Epinac, archevesque comte de Lyon, Primat des Gaules, au nom de l'Estat ecclésiastique de France. En laquelle le doctissime orateur a sagement remonstré ce qui doit estre faict, pour mettre fin aux guerres et miséres, qui ont si longtemps vexé ce Royaume de France, Bordeaux, Simon Millanges, 1577, 44 p. (lire en ligne).
- Ordonnances contenant le reiglement provisionnal, pour l'exercice de la justice spirituelle et ecclesiastique, des Cours de la Primace, et autres de l'Archevesché et diocese de Lyon, fait par Pierre de Pinac, archevesque et comte de Lyon. Lyon : Jacques Roussin, 1581. 8°, 28 p. [Sur Gallica]
- Response de par Messieurs de Guyse, à un advertissement. [S.l.] : 1585. 8°, 24 p. [Sur Gallica]
- Lettres du Roy, escrites à ... Messire Pierre d'Épinac, archevesque & comte de Lyon, primat des Gaules, & conseiller du Roy en son Conseil d'Estat, ensemble l'exhortation faicte par mondit seigneur le révérendissime, au peuple de son diocèse, pour rendre graces à Dieu de l'heureuse bénédiction donnee par nostre S. Père le Pape Clément VIII au Roy tres-chrestien Henry, IIII. Roy de France & de Navarre. Lyon : Thibaud Ancelin et Guichard Jullieron, 1595. 8°, 14 p. [Sur Gallica]
- Mandement de Monseigneur l'archevesque, comte de Lyon pour le faict de la paix, avec la lettre du Roy (Saint-Germain-en-Laye ; 10 juin 1598). Lyon : Jacques Roussin, 1598. 8°, 10 p. [Sur Gallica]
- Chansons spirituelles. Elles ont été citées par Du Verdier[4] comme ayant été mises en musique par Gilles Maillard, et sont restées manuscrites (et maintenant perdues).